# Приз сэра Мэтта Басби лучшему игроку года

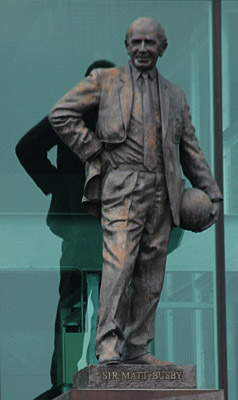
Приз представляет собой уменьшенную копию этой статуи сэра Мэтта Басби перед стадионом «Олд Траффорд»

Приз сэра Мэтта Басби лучшему игроку года (Sir Matt Busby Player of the Year) — футбольная награда, вручаемая лучшему футболисту «Манчестер Юнайтед» прошедшего сезона по результатам голосования болельщиков клуба.
Награда, вручаемая по завершении каждого сезона, представляет собой статуэтку, изображающую бывшего главного тренера «Манчестер Юнайтед» сэра Мэтта Басби, под руководством которого клуб выиграл пять чемпионских титулов и Кубок европейских чемпионов, а также восстановил команду после мюнхенской авиакатастрофы. Хотя собственно приз Мэтта Басби был впервые вручён в 1996 году, награда присуждается с 1972 года: до этого она была известна под названиями MUFC Members Player of the Year и Manchester United Supporters Club Player of the Year.
Голосование проходит ближе к концу каждого сезона, обычно в апреле. Принимать участие в нём может любой зарегистрированный пользователь официального сайта «Манчестер Юнайтед». Формы для голосования также печатаются в официальном журнале клуба, Inside United. Ранее голосовать могли лишь члены официального клуба болельщиков «Юнайтед», получавшие форму для голосования в конце сезона по почте.
Первым обладателем награды стал Вилли Морган. Он также стал первым футболистом, выигравшим награду в течение двух сезонов подряд. Кроме него, дважды подряд награду выигрывали Лу Макари (1975, 1976), Джо Джордан (1980, 1981), Пол Макграт (1986, 1987), Рой Кин (1999, 2000), Руд ван Нистелрой (2002, 2003) и Давид де Хеа (2014, 2015). В 2008 году Криштиану Роналду стал первым футболистом, выигравшим этот приз три раза (до этого он получал награду в 2004 и 2007 годах). В 2016 году Давид де Хеа стал первым футболистом, получившим этот приз на протяжении трёх сезонов подряд.
Кроме приза Мэтта Басби, по окончании сезона вручаются другие награды: приз Дензила Харуна лучшему игроку резервной команды (Denzil Haroun Reserve Player of the Year Award), приз Джимми Мерфи лучшему молодому игроку (Jimmy Murphy Young Player of the Year Award), приз лучшему игроку сезона по версии игроков клуба (Players' Player of the Year Award) и приз за лучший гол сезона (Goal of the Season Award). Из этих наград приз Джимми Мерфи лучшему молодому игроку и приз лучшему игроку сезона по версии игроков клуба вручается по результатам голосования футболистов «Манчестер Юнайтед». Список обладателей молодёжных наград смотрите здесь.

## Список обладателей приза

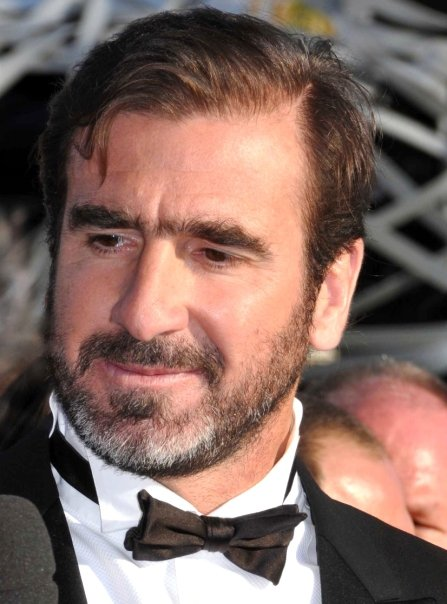
Эрик Кантона получил приз в 1996 году

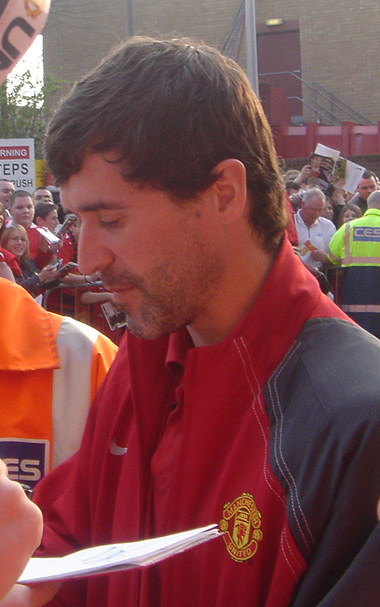
Рой Кин выигрывал приз в 1999 и 2000 годах

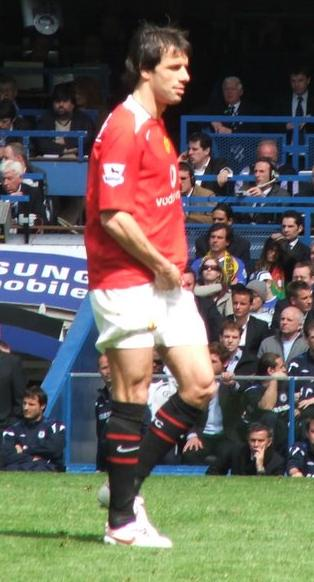
Руд ван Нистелрой выигрывал приз в 2002 и 2003 годах

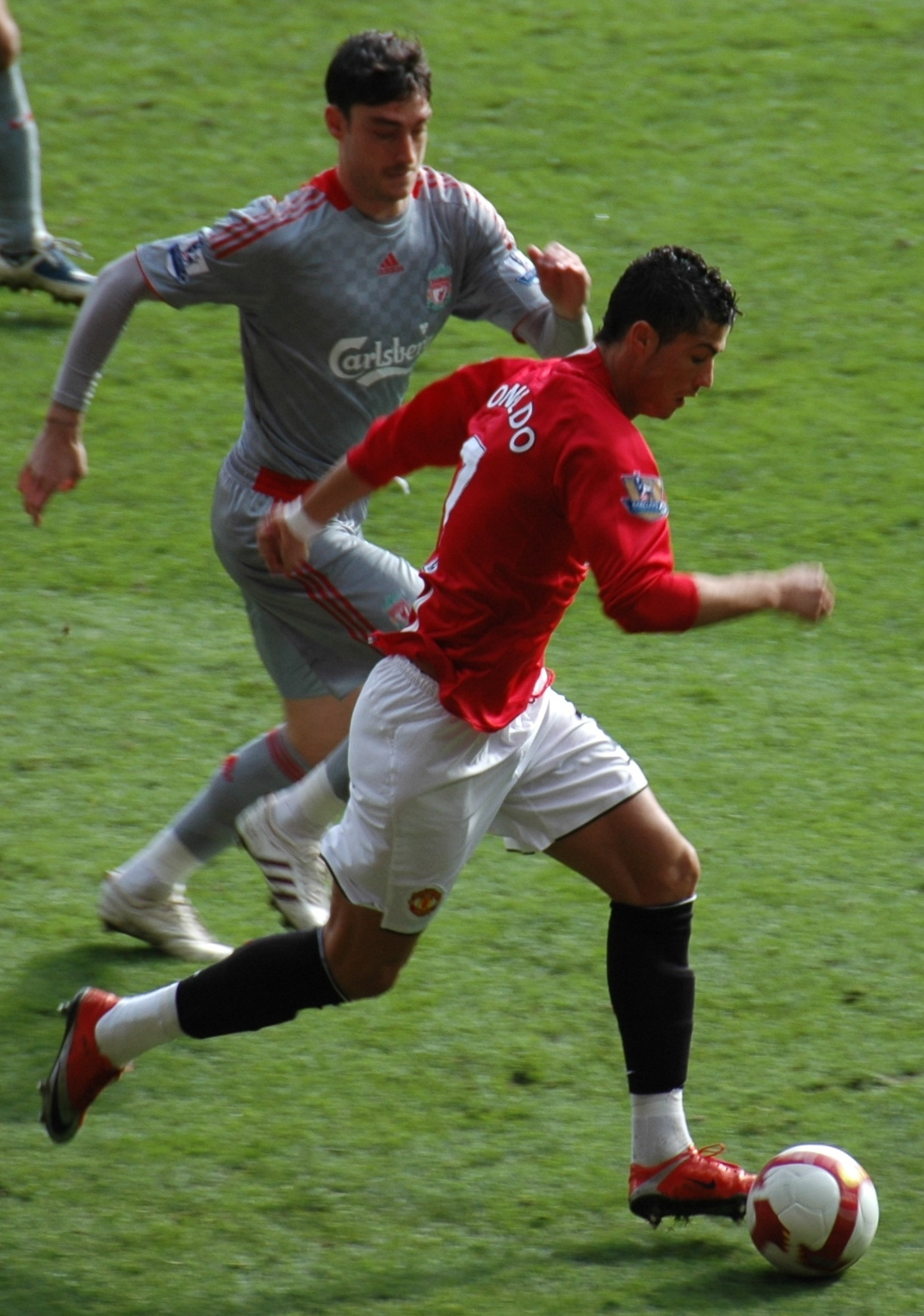
Криштиану Роналду — первый трехкратный (в целом — четырёхкратный) обладатель приза

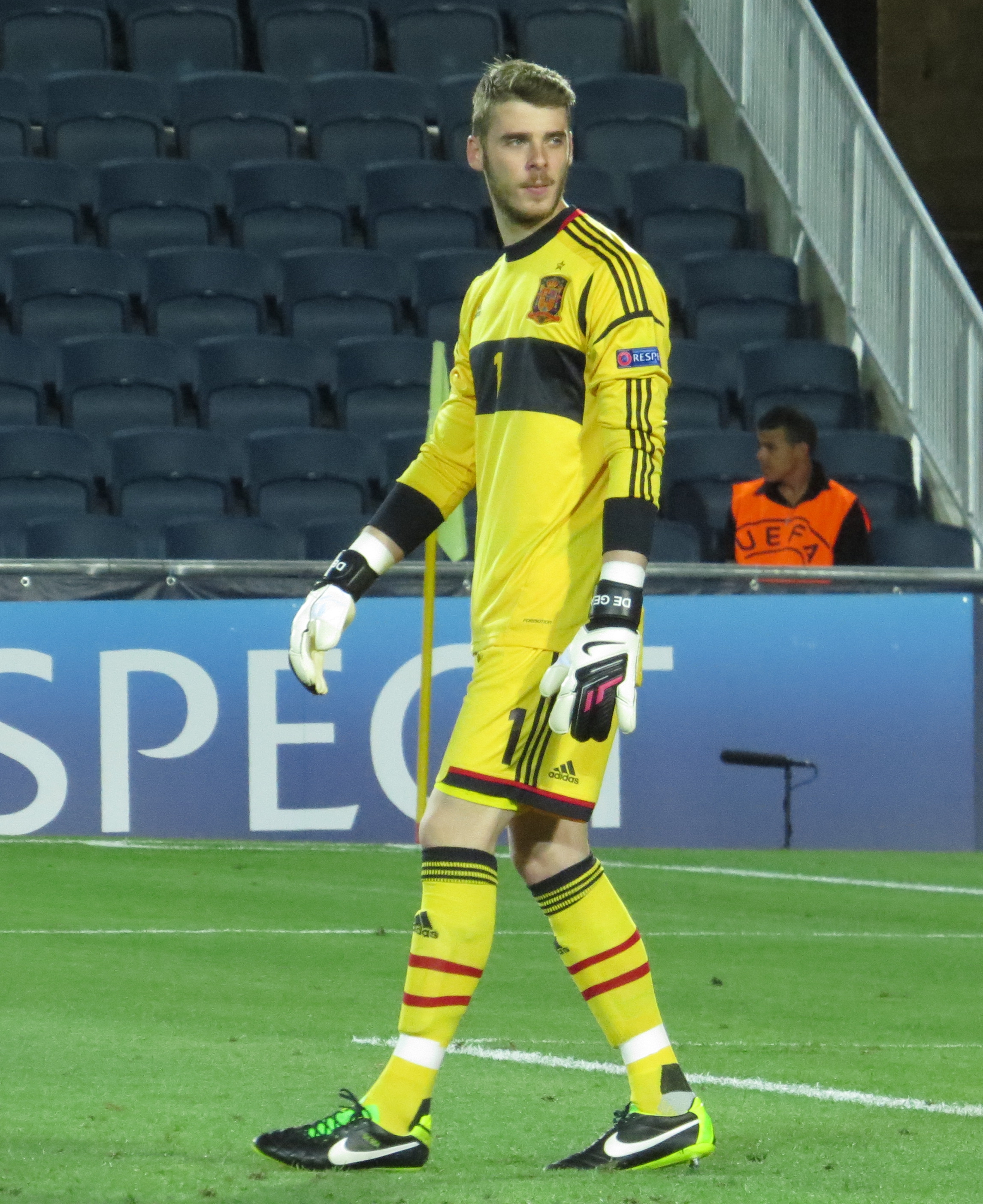
Давид де Хеа получал приз на протяжении трёх сезонов подряд (в целом — четыре раза)

### Manchester United Supporters Club Player of the Year (1972—1987)
| Сезон   | Победитель      |
| ------- | --------------- |
| 1971/72 | Вилли Морган    |
| 1972/73 | Вилли Морган    |
| 1973/74 | Джим Холтон     |
| 1974/75 | Лу Макари       |
| 1975/76 | Лу Макари       |
| 1976/77 | Брайан Гринхофф |
| 1977/78 | Стив Коппелл    |
| 1978/79 | Джимми Гринхофф |
| 1979/80 | Джо Джордан     |
| 1980/81 | Джо Джордан     |
| 1981/82 | Рэй Уилкинс     |
| 1982/83 | Брайан Робсон   |
| 1983/84 | Рэй Уилкинс     |
| 1984/85 | Марк Хьюз       |
| 1985/86 | Пол Макграт     |
| 1986/87 | Пол Макграт     |

### MUFC Members Player of the Year (1988—1995)
| Сезон   | Победитель         |
| ------- | ------------------ |
| 1987/88 | Брайан Макклер     |
| 1988/89 | Брайан Робсон      |
| 1989/90 | Гари Паллистер     |
| 1990/91 | Марк Хьюз          |
| 1991/92 | Брайан Макклер     |
| 1992/93 | Пол Инс            |
| 1993/94 | Эрик Кантона       |
| 1994/95 | Андрей Канчельскис |

### Sir Matt Busby Player of the Year (с 1996 года)
| Сезон   | Победитель        |
| ------- | ----------------- |
| 1995/96 | Эрик Кантона      |
| 1996/97 | Дэвид Бекхэм      |
| 1997/98 | Райан Гиггз       |
| 1998/99 | Рой Кин           |
| 1999/00 | Рой Кин           |
| 2000/01 | Тедди Шерингем    |
| 2001/02 | Руд ван Нистелрой |
| 2002/03 | Руд ван Нистелрой |
| 2003/04 | Криштиану Роналду |
| 2004/05 | Габриэль Хайнце   |
| 2005/06 | Уэйн Руни         |
| 2006/07 | Криштиану Роналду |
| 2007/08 | Криштиану Роналду |
| 2008/09 | Неманья Видич     |
| 2009/10 | Уэйн Руни         |
| 2010/11 | Хавьер Эрнандес   |
| 2011/12 | Антонио Валенсия  |
| 2012/13 | Робин ван Перси   |
| 2013/14 | Давид де Хеа      |
| 2014/15 | Давид де Хеа      |
| 2015/16 | Давид де Хеа      |
| 2016/17 | Андер Эррера      |
| 2017/18 | Давид де Хеа      |
| 2018/19 | Люк Шоу           |
| 2019/20 | Бруну Фернандеш   |
| 2020/21 | Бруну Фернандеш   |
| 2021/22 | Криштиану Роналду |
| 2022/23 | Маркус Рашфорд    |
| 2023/24 | Бруну Фернандеш   |
| 2024/25 | Бруну Фернандеш   |